# Freedict
Freedict est une collection de dictionnaires bilingues sous licence GNU GPL.
Le format source des dictionnaires est un format XML suivant les recommandations (Guidelines) de la Text Encoding Initiative.
La plupart des dictionnaires sont présentés au format DICT. Parfois sont disponibles d'autres formats comme StarDict, zbedic, Evolutionary Dictionary ou Opendict. Quelques distributions Linux (comme Debian) fournissent les dictionnaires Freedict sous forme de paquets. StarDict peut être un bon logiciel pour un usage quotidien de dictionnaires Freedict.
En novembre 2009, le projet hébergeait 70 dictionnaires bilingues de taille variables. Ces dictionnaires peuvent être consultés chez des clients DICT (par exemple gnome-dictionary, Fantasdic...), sur des interfaces web de serveurs DICT, ou directement dans un navigateur web (source XML + CSS).
Le site est traduit en cinq langues depuis l'anglais : espagnol, allemand, danois, suédois et mandarin.